# Teatro Manzoni (Calenzano)
Il Teatro Manzoni è un teatro a Calenzano (FI).

## Storia
Per iniziativa della locale Società Civile Filarmonica, nel 1895, con La favorita di Donizetti, venne inaugurato il teatro intitolato al Principe di Napoli.
L'edificio è un piccolo gioiello in stile eclettico e conserva al suo interno pregevoli affreschi del pittore Annibale Brugnoli. Dopo alcuni decenni di attività incentrata soprattutto su spettacoli di prosa allestiti da compagnie operanti nell'area pratese, la struttura nel primo dopoguerra si aprì anche alle prime proiezioni cinematografiche. Verso la fine degli anni trenta il teatro iniziò un progressivo processo di decadenza causato anche dai numerosi e gravi problemi di ammodernamento e messa in sicurezza delle sue strutture.
Nel secondo dopoguerra, dopo essere stato sede di partiti politici e dopo aver assunto la nuova denominazione di Teatro Manzoni, non riuscì a risollevarsi da un lento ma progressivo degrado e negli anni sessanta cessò la sua attività e venne adibito a vari usi.

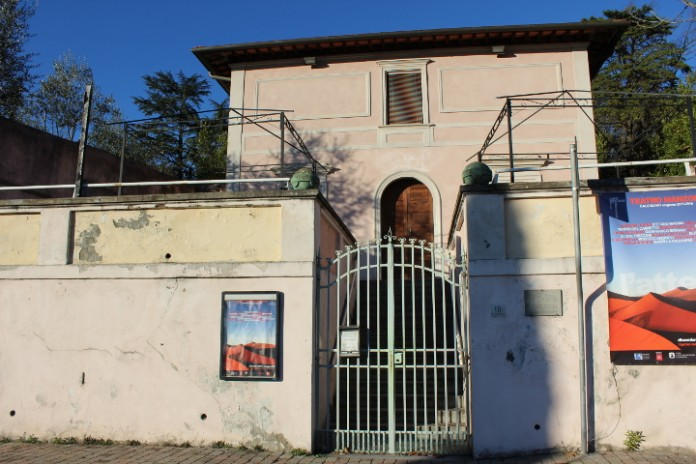
Il teatro visto dall'esterno

Solo di recente e grazie a un coraggioso intervento dell'Amministrazione Comunale il teatro è stato oggetto di un progetto di recupero (architetto David Palterer) che ha riportato alla sua riapertura nel novembre del 2002.
Oltre al recupero della sala con le sue decorazioni pittoriche e degli ambienti antistanti, l'intervento ha riprogettato su basi moderne la torre scenica del teatro che nel corso degli anni era andata completamente distrutta e ha ricavato dei nuovi camerini nelle zone di risulta poste dietro e ai lati del palcoscenico, senza togliere spazio utile a quest'ultimo. Grazie a questo accorto recupero, che dimostra come si possa intervenire su strutture preesistenti e adattarle alle esigenze attuali senza stravolgerle nella loro consistenza originaria, il Teatro Manzoni è ritornato all'attività con strutture sceniche e di servizio estremamente funzionali e aggiornate.
La sua ripresa di attività è stata affidata alla gestione del Teatro delle Donne con una rassegna interamente dedicata a tematiche e novità interessanti il mondo femminile.

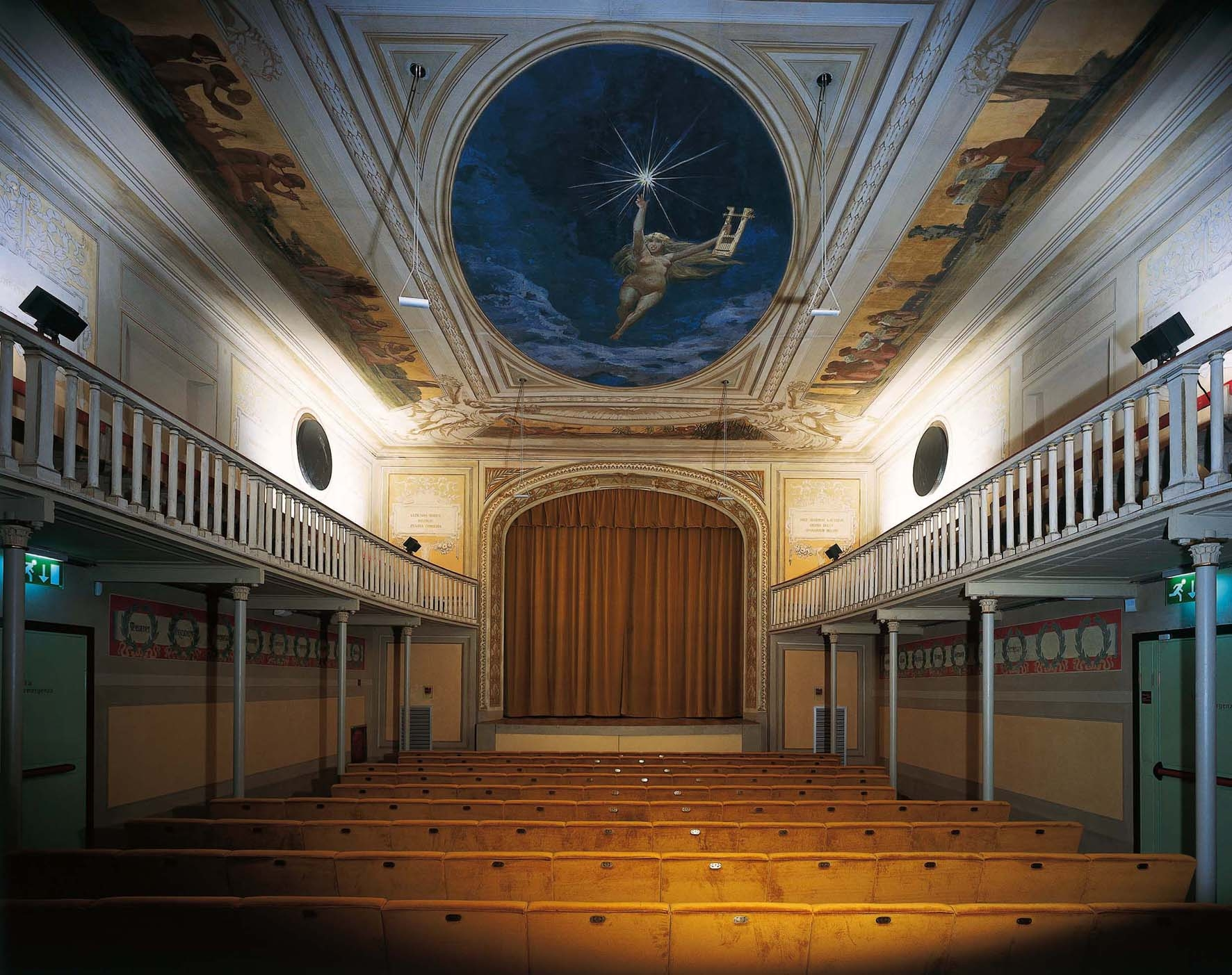
L'interno del teatro

Fino al 2021 è stato gestito dall'Associazione "Il Teatro delle Donne" Centro Nazionale di Drammaturgia. Vi hanno sede la Scuola Nazionale di Scrittura Teatrale, fondata nel 2004 da Dacia Maraini e la CalenzanoTeatroFormazione, fondata da Stefano Massini.
Dal 2021 è gestito dall'Associazione la Macchina del Suono, che si occupa di produzioni teatrali e musicali, organizzazione di eventi culturali e didattica teatrale e musicale dal 2012.
Nel 2021, nonostante le difficoltà dovute alla pandemia di Covid 19 che hanno influenzato tutte le attività culturali, il Teatro Manzoni ha ospitato più di 40 eventi teatrali e musicali, con particolare attenzione alla nuova drammaturgia.
Accanto alla prosa figurano in cartellone anche interessanti serate jazz realizzate con la collaborazione di Toscana Music Pool.
http://www.teatromanzonicalenzano.it